# Spilosoma pseudolutea
Spilosoma pseudolutea är en fjärilsart som beskrevs av Rothschild 1910. Spilosoma pseudolutea ingår i släktet Spilosoma och familjen björnspinnare. Inga underarter finns listade i Catalogue of Life.